# Gare de Kuse
La gare de Kuse (久世駅, Kuse-eki) est une gare ferroviaire située dans la ville de Maniwa, dans la préfecture d'Okayama au Japon. La gare est exploitée par la compagnie JR West,sur la ligne Kishin.

## Service des voyageurs

### Desserte
La gare de Kuse est une gare disposant de deux quais et de deux voies 

| N° de voie | Ligne    | Direction               |
| ---------- | -------- | ----------------------- |
| 1          | ▆ Kishin | Chūgoku-Katsuyama/Niimi |
| 2          | ▆ Kishin | Tsuyama                 |

| JR West          |               |               |               |                   |
| Direction Himeji | Ligne Kinshin | Ligne Kinshin | Ligne Kinshin | Direction Niimi   |
| Komi             |               | -             |               | Chūgoku-Katsuyama |